# Samoëns
Samoëns ist eine französische Gemeinde im Département Haute-Savoie in der Region Auvergne-Rhône-Alpes. Es gehört zum Kanton Cluses im Arrondissement Bonneville.

## Geographie
Samoëns liegt auf 710 m, östlich von Cluses, etwa 46 Kilometer ostsüdöstlich der Stadt Genf (Luftlinie). Das Dorf erstreckt sich am nördlichen Rand des breiten Talbodens des Giffre, in den Savoyer Alpen im Haut-Giffre, im östlichen Faucigny.

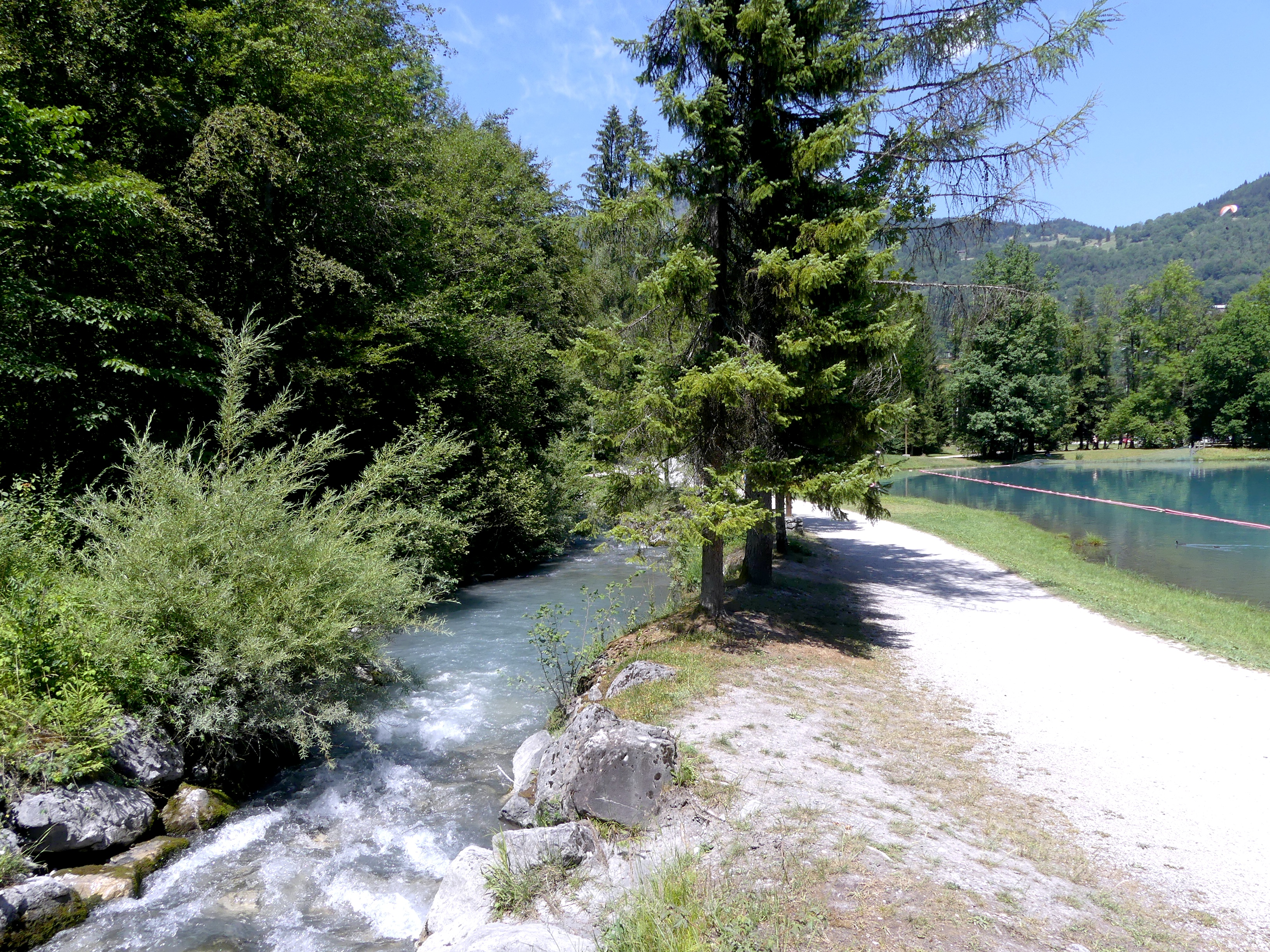
Parc du lac aux Dames

Die Fläche des 97,29 km² großen Gemeindegebiets umfasst einen stark reliefierten Abschnitt der Savoyer Alpen. Das Gebiet wird von Südosten nach Nordwesten vom Giffre durchquert, der in einem weiten Tal mit rund 1,5 km breitem flachen Talboden fließt. Bei Samoëns nimmt der Giffre von Süden den Wildbach Nant d’Ant, von Norden den Clévieux auf. Südlich des Giffre-Tals reicht das Gemeindeareal auf die Höhen des Grand Massif (Tourismusregion) mit den Gipfeln von Tête du Pré des Saix (2113 m) und Tête Pelouse (2474 m). Nach Norden und Osten erstreckt sich der Gemeindeboden in die Quelltäler des Clévieux, die von schroffen Kalkgipfeln flankiert werden. Die östliche Grenze verläuft über Les Avoudrues (mit 2666 m die höchste Erhebung von Samoëns), Pointe Rousse des Chambres (2655 m) und den Westgipfel der Dents Blanches (2638 m). An den Nordhängen dieser Berge liegen mehrere kleine Firnfelder. Im karstigen Relief gibt es mehrere Höhlen. Ganz im Norden reicht das Gemeindegebiet über die Wasserscheide in das Quellgebiet der Dranse de Morzine oberhalb von Morzine.
Zu Samoëns gehören neben dem eigentlichen Ortskern auch zahlreiche weitere Dörfer, Siedlungen und Weiler sowie Gehöfte, darunter:
- L’Etelley (690 m) am südlichen Talrand des Giffre
- Vercland (825 m) auf einer Terrasse am südlichen Talhang des Giffre
- Le Villard (800 m) am nördlichen Talhang des Giffre
- Mathonex (910 m) auf einem Geländevorsprung am nördlichen Talhang des Giffre
- Chantemerle (1060 m) am nördlichen Talhang des Giffre
- La Bérouze (690 m) im Tal des Giffre
- Les Moulins (720 m) im Tal des Giffre am Austritt des Clévieux
- Vallon d’en Bas (710 m) im Tal des Giffre
- Vallon d’en Haut (713 m) im Tal des Giffre
- Sougey (720 m) im Tal des Giffre
- Les Allamands (1030 m) in einem Talkessel des Clévieux

Nachbargemeinden von Samoëns sind Sixt-Fer-à-Cheval im Osten, Arâches-la-Frasse im Süden, Morillon und Verchaix im Westen, Morzine im Norden sowie die schweizerische Gemeinde Champéry im Nordosten.

## Geschichte
Verschiedene Funde weisen darauf hin, dass das Gebiet um Samoëns bereits im Neolithikum besiedelt war. Die erste urkundliche Erwähnung des Ortes erfolgte 1167 unter den Namen Samoens und Samoën. Später erschienen die Bezeichnungen Samoyn, Semoeng, Samoding, Samodens und 1652 Samoùan. Der Ortsname bedeutet sept mons (sieben Berge/Alpweiden), abgeleitet von den frankoprovenzalischen Wörtern sat (sieben) und moens (Berge). Andere Quellen führen Samoëns auf den burgundischen Personennamen Sanemod oder Senamod zurück.
Im Mittelalter gehörte Samoëns zur Herrschaft Faucigny. Als Teil der Dauphiné gelangte der Ort 1349 an Frankreich, wurde aber im Vertrag von Paris 1355 in einem Länderabtausch an die Grafen von Savoyen abgegeben. Danach teilte Samoëns das Schicksal Savoyens. Im Jahre 1476 brach ein Berner Trupp über die Bergpässe aus dem Wallis nach Samoëns ein und zerstörte das Dorf und seine Burg. Im 16. Jahrhundert erhielt der Ort gewisse Freiheitsrechte. Seit dem 17. Jahrhundert entwickelte sich Samoëns zu einem Zentrum des Steinmetz- und Maurerhandwerks. Der bei Samoëns abgebaute Kalkstein diente zum Bau von Kirchen, Brücken und Häusern in der näheren und weiteren Region. Dadurch und durch die ausgedehnten Alpen (Milchwirtschaft und Käseproduktion) erreichte Samoëns vor allem im 18. Jahrhundert einen gewissen Wohlstand. Zu einer Gebietsveränderung kam es 1865, als Verchaix von Samoëns abgetrennt und zu einer selbständigen Gemeinde erhoben wurde.

## Sehenswürdigkeiten
Die Pfarrkirche Notre-Dame-de-l’Assomption stammt ursprünglich aus dem 12. Jahrhundert, erhielt ihre heutige Gestalt aber beim Neubau im 17. Jahrhundert, wobei einige Teile des Vorgängerbaus mit einbezogen wurden. Kapellen befinden sich in Bérouze, Vallon, Chantemerle und Vercland (alle aus dem 17. Jahrhundert) sowie in weiteren Weilern. Der Ortskern, dessen Zentrum die Place du Gros-Tilleul bildet, zeichnet sich durch solide Steinhäuser (Steinmetzarbeiten) aus. Der Platz ist nach der Linde benannt, die hier im Jahr 1438 gepflanzt wurde. Erwähnenswert sind auch die Markthalle (Grenette) aus dem 16. Jahrhundert, das Maison de Lucinge (heute Rathaus), die Ruinen der ehemaligen Burg sowie die Herrschaftssitze Château de Bérouze und Château du Tannay.
Einen Besuch wert sind das Ecomusée du Clos Parchet sowie der Jardin botanique alpin Jaysinia, ein rund 3 ha großer botanischer Garten, der 1906 von Louise Jay-Cognacq gegründet wurde.
Die 1971 von einem Schäfer entdeckte Gouffre Mirolda ist eine Karsthöhle in Samoëns. Sie ist mit dem Höhlensystem Lucien Bouclier verbunden und mit einer Tiefe von −1.661 m die tiefste Höhle in Europa.

## Bevölkerung
| Jahr                       | 1962 | 1968 | 1975 | 1982 | 1990 | 1999 | 2006 |
| Einwohner                  | 1673 | 1647 | 1724 | 1954 | 2148 | 2323 | 2332 |
| Quellen: Cassini und INSEE |      |      |      |      |      |      |      |

Mit 2193 Einwohnern (1. Januar 2022) gehört Samoëns zu den mittelgroßen Gemeinden des Département Haute-Savoie. Im Verlauf des 19. und 20. Jahrhunderts nahm die Einwohnerzahl aufgrund starker Abwanderung kontinuierlich ab (1861 wurden in Samoëns noch 3.008 Einwohner gezählt). Seit Beginn der 1970er-Jahre wurde jedoch wieder eine deutliche Bevölkerungszunahme verzeichnet.

## Wirtschaft und Infrastruktur
Samoëns war früher ein vorwiegend durch die Land- und Alpwirtschaft und das Handwerk geprägtes Dorf. Heute gibt es verschiedene Betriebe des Kleingewerbes. Schon im 19. Jahrhundert entwickelte sich der Tourismus. In den letzten Jahrzehnten hat sich Samoëns zu einem wichtigen Ferienort im Haut-Giffre entwickelt. Die Gemeinde ist sowohl auf den Sommertourismus als auch auf den Wintertourismus (verschiedene Bergbahnen und Skilifte) spezialisiert und gehört zur Tourismusregion des Grand Massif.
Die Ortschaft liegt abseits der größeren Durchgangsstraßen, ist aber von Taninges über die Departementsstraße D907 leicht erreichbar. Eine weitere Straßenverbindung besteht mit Morillon auf der südlichen Talseite des Giffre.

## Persönlichkeiten
- François-Marie Duboin (1827–1893), Missionsbischof, Apostolischer Vikar von Senegambia
- Marie-Louise Jaÿ (1838–1925), Unternehmerin, Mäzenin und Kunstsammlerin